# Seznam poslanců Evropského parlamentu (2014–2019)
Seznam poslanců Evropského parlamentu (2014–2019) uvádí poslance Evropského parlamentu v 8. parlamentním cyklu (tj. v období 2014–2019) po volbách v roce 2014, v abecedním pořadí a v členění podle členských zemí Evropské unie.

## Belgie
| Jméno a příjmení     | Zvolen(a) za | Politická skupina |
| -------------------- | ------------ | ----------------- |
| Gerolf Annemans      | VB           | ENF               |
| Maria Arena          | PS           | S & D             |
| Pascal Arimont       | CSP          | EPP               |
| Hugues Bayet         | PS           | S & D             |
| Ivo Belet            | CD&V         | EPP               |
| Philippe de Backer   | Open VLD     | ALDE              |
| Mark Demesmaeker     | N-VA         | ECR               |
| Gérard Deprez        | MR           | ALDE              |
| Philippe Lamberts    | ECOLO        | Greens - EFA      |
| Sander Loones        | N-VA         | ECR               |
| Louis Michel         | MR           | ALDE              |
| Frédérique Ries      | MR           | ALDE              |
| Claude Rolin         | CDH          | EPP               |
| Bart Staes           | Groen        | Greens - EFA      |
| Helga Stevens        | N-VA         | ECR               |
| Marc Tarabella       | PS           | S & D             |
| Anneleen van Bossuyt | N-VA         | ECR               |
| Kathleen van Brempt  | SPA.A        | S & D             |
| Tom Vandenkendelaere | CD&V         | EPP               |
| Hilde Vautmans       | Open VLD     | ALDE              |
| Guy Verhofstadt      | Open VLD     | ALDE              |

## Bulharsko
| Jméno a příjmení          | Zvolen(a) za                | Politická skupina |
| ------------------------- | --------------------------- | ----------------- |
| Nedzhmi Ali               | DPS                         | ALDE              |
| Nikolay Barekov           | Bulgaria without Censorship | ECR               |
| Angel Dzhambazki          | VMRO                        | ECR               |
| Mariya Gabriel            | GERB                        | EPP               |
| Filiz Hyusmenova          | DPS                         | ALDE              |
| Ilana Iotova              | BSP                         | S & D             |
| Andrey Kovatchev          | GERB                        | EPP               |
| Ilhan Kyuchyuk            | DPS                         | ALDE              |
| Svetoslav Hristov Malinov | DSB                         | EPP               |
| Iskra Mihaylova           | DPS                         | ALDE              |
| Momchil Nekov             | BSP                         | S & D             |
| Andrey Novakov            | GERB                        | EPP               |
| Eva Paunova               | GERB                        | EPP               |
| Georgi Pirinski           | BSP                         | S & D             |
| Emil Radev                | GERB                        | EPP               |
| Sergej Stanišev           | BSP                         | S & D             |
| Vladimir Urutchev         | GERB                        | EPP               |

## Česká republika
| Jméno a příjmení  | Zvolen(a) za        | Politická skupina |
| ----------------- | ------------------- | ----------------- |
| Dita Charanzová   | ANO 2011            | ALDE              |
| Martina Dlabajová | ANO 2011            | ALDE              |
| Petr Ježek        | ANO 2011            | ALDE              |
| Jan Keller        | ČSSD                | S & D             |
| Jaromír Kohlíček  | KSČM                | GUE / NGL         |
| Kateřina Konečná  | KSČM                | GUE / NGL         |
| Petr Mach         | Svobodní            | EFDD              |
| Jiří Maštálka     | KSČM                | GUE / NGL         |
| Luděk Niedermayer | TOP 09 a Starostové | EPP               |
| Pavel Poc         | ČSSD                | S & D             |
| Miroslav Poche    | ČSSD                | S & D             |
| Stanislav Polčák  | TOP 09 a Starostové | EPP               |
| Jiří Pospíšil     | TOP 09 a Starostové | EPP               |
| Olga Sehnalová    | ČSSD                | S & D             |
| Michaela Šojdrová | KDU-ČSL             | EPP               |
| Jaromír Štětina   | TOP 09 a Starostové | EPP               |
| Pavel Svoboda     | KDU-ČSL             | EPP               |
| Pavel Telička     | ANO 2011            | ALDE              |
| Evžen Tošenovský  | ODS                 | ECR               |
| Jan Zahradil      | ODS                 | ECR               |
| Tomáš Zdechovský  | KDU-ČSL             | EPP               |

## Estonsko
| Jméno a příjmení | Zvolen(a) za | Politická skupina |
| ---------------- | ------------ | ----------------- |
| Marju Lauristin  | SDE          | S & D             |
| Tunne Kelam      | IRL          | EPP               |
| Urmas Paet       | ER           | ALDE              |
| Kaja Kallas      | ER           | ALDE              |
| Yana Toom        | EK           | ALDE              |
| Indrek Tarand    | nestraník    | G–EFA             |

## Lotyšsko
| Jméno a příjmení   | Zvolen(a) za | Politická skupina |
| ------------------ | ------------ | ----------------- |
| Sandra Kalniete    | Vienotība    | EPP               |
| Artis Pabriks      | Vienotība    | EPP               |
| Krišjānis Kariņš   | Vienotība    | EPP               |
| Valdis Dombrovskis | Vienotība    | EPP               |
| Roberts Zīle       | NA           | ECR               |
| Andrejs Mamikins   | SPDS         | S & D             |
| Iveta Grigule      | ZZS          | ALDE              |
| Tatjana Ždanoka    | LKS          | G–EFA             |

## Maďarsko
| Jméno a příjmení    | Zvolen(a) za  | Politická skupina |
| ------------------- | ------------- | ----------------- |
| Zoltán Balczó       | Jobbik        | Nez.              |
| Andrea Bocskor      | Fidesz – MPSZ | EPP               |
| Andor Deli          | Fidesz – MPSZ | EPP               |
| Tamás Deutsch       | Fidesz – MPSZ | EPP               |
| Norbert Erdős       | Fidesz – MPSZ | EPP               |
| Kinga Gál           | Fidesz – MPSZ | EPP               |
| Ildikó Gáll-Pelczné | Fidesz – MPSZ | EPP               |
| András Gyürk        | Fidesz – MPSZ | EPP               |
| György Hölvényi     | KDNP          | EPP               |
| Lívia Járóka        | Fidesz – MPSZ | EPP               |
| Benedek Jávor       | Párbeszéd     | G–EFA             |
| Ádám Kósa           | Fidesz – MPSZ | EPP               |
| Béla Kovács         | Jobbik        | Nez.              |
| Tamás Meszerics     | LMP           | G–EFA             |
| Csaba Molnár        | DK            | S & D             |
| Krisztina Morvai    | Jobbik        | Nez.              |
| Péter Niedermüller  | DK            | S & D             |
| György Schöpflin    | Fidesz – MPSZ | EPP               |
| József Szájer       | Fidesz – MPSZ | EPP               |
| Tibor Szanyi        | MSZP          | S & D             |
| László Tőkés        | Fidesz – MPSZ | EPP               |
| István Ujhelyi      | MSZP          | S & D             |

## Slovensko
| Jméno a příjmení        | Zvolen(a) za | Politická skupina |
| ----------------------- | ------------ | ----------------- |
| Pál Csáky               | SMK–MKP      | EPP               |
| Monika Flašíková-Beňová | Smer–SD      | S & D             |
| Eduard Kukan            | SDKÚ–DS      | EPP               |
| Vladimír Maňka          | Smer–SD      | S & D             |
| Miroslav Mikolášik      | KDH          | EPP               |
| József Nagy             | MOST-HÍD     | EPP               |
| Richard Sulík           | SaS          | ALDE              |
| Boris Zala              | Smer–SD      | S & D             |
| Anna Záborská           | KDH          | EPP               |
| Monika Smolková         | Smer–SD      | S & D             |
| Branislav Škripek       | OĽaNO        | ECR               |
| Ivan Štefanec           | KDH          | EPP               |
| Jana Žitňanská          | NOVA         | ECR               |